# Coroza (Lugo)
Coroza (en gallego y oficialmente, A Coroza) es un lugar de la parroquia de Abeledo, municipio de Abadín, comarca de Tierra Llana (Lugo), provincia de Lugo, Galicia, España.